# Theropogon
Theropogon là một chi thực vật có hoa trong họ Asparagaceae.